# 에디스 에반슨

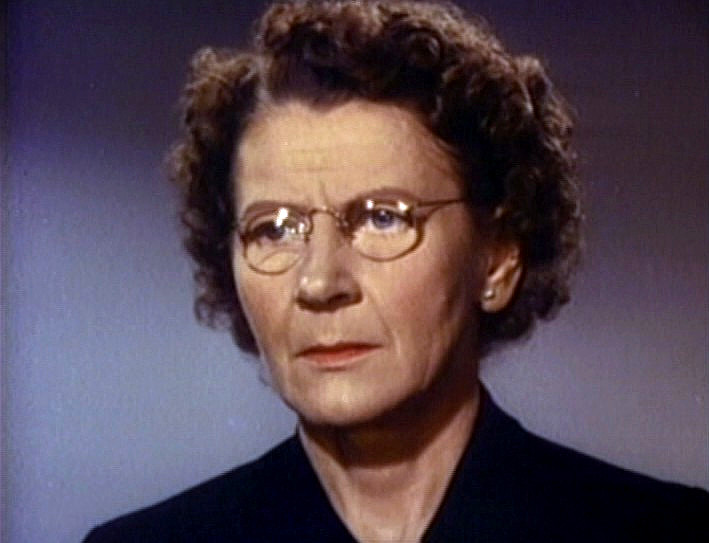

이디스 에번슨(Edith Evanson, 1896년 4월 28일 ~ 1980년 11월 29일)은 미국의 배우이다.
벨링햄에서 태어났으며 리버사이드에서 사망하였다.

## 영화
- 더 세븐 미니츠 (1971년)
- 페넬로피 (1966년)
- 마니 (1964년)
- 젊은 이방인 (1957년)
- 걸 인 더 레드 벨벳 스윙 (1955년)
- 어바웃 미스터 레슬리 (1954년)
- 빅 히트 (1953년)
- 셰인 (1953년) - 미시즈 쉽스테드 역
- 정글 보이 봄바 6 (1951년)
- 황야의 역마차 (1951년)
- 비장의 술수 (1951년)
- 지구 최후의 날 (1951년)
- 케이지드 (1950년)
- 매그니피선트 양키 (1950년)
- 아이 리멤버 마마 (1948년)
- 로프 (1948년)
- 포에버 엠버 (1947년)
- 낯선 여인 (1946년)
- 포 질스 인 어 지프 (1944년)
- 오케스트라 와이브즈 (1942년)
- 여성의 해 (1942년)